# Giuseppe Diomelli
Giuseppe Diomelli (Pontedera, 10 gennaio 1949) è un imprenditore italiano.

## Biografia
Diplomato geometra, frequenta Architettura a Firenze senza però laurearsi.
Nel 1986 fonda la CDC una delle prime catene italiane di informatica attraverso i negozi Computer Discount. Ricopre tuttora la figura di presidente della CDC.
Nel 2001 ha vinto il premio "L'Imprenditore dell'Anno" per la categoria E-Economy promosso da Ernst & Young.